# إيلكه والتر
إيلكه والتر (بالألمانية: Elke Walther) هي لاعبة كرة قدم ألمانية، ولدت في 1 أبريل 1967. شاركت مع منتخب ألمانيا لكرة القدم للسيدات.

## وصلات خارجية
- إيلك والثر على موقع الاتحاد الدولي (مؤرشف)  (الإنجليزية)
- إيلك والثر على موقع عالم كرة القدم.نت (الإنجليزية)